# A Curious Dream
A Curious Dream és una pel·lícula muda de la Vitagraph dirigida per James Stuart Blackton i protagonitzada per Mark Twain entre d'altres. La pel·lícula està basada en el conte homònim de Twain i es va estrenar el 16 de març de 1907. La publicitat de la pel·lícula s'acompanyava d'un escrit de Mark Twain que deia: “Cavallers, he autoritzat la Vitagraph a fer una pel·lícula del meu conte “A curious dream”. Tinc la pel·lícula i l'escena de John Baxter contemplant una làpida l'he trobada espantosa i deliciosament divertida”.

## Argument
En el conte, Twain té un somni curiós. Es troba en una ciutat en una nit tranquil·la quan de cop li apareix un esquelet amb les seves pertinences, entre les quals, un taüt. Poc després en passa un segon que porta també la seva làpida amb el seu nom “John Baxter Copmanburst"(1839). El mort se li asseu al costat i li parla de la seva vida i de com els darrers temps, els habitants del cementiri local estan enfadats amb els seus descendents ja que han oblidat el seu deute de mantenir el cementiri i només els interessa gastar diners. Quan l'home marxa canta el gall i Twain es desperta i veu que tot ha estat un somni.